# Chaczik Hakopdżanian
Chaczik Hakopdżanian (orm. Խաչիկ Միսակի Հակոբջանյան, ros. Хачик Мисакович Акопджанян; ur. 1902, zm. 5 listopada 1944) – radziecki i armeński polityk, przewodniczący Prezydium Rady Najwyższej Armeńskiej SRR w 1938, przewodniczący Rady Najwyższej Armeńskiej SRR w latach 1938–1943.
Od 1926 w WKP(b), słuchacz Wyższej Szkoły Partyjnych Organizatorów przy KC WKP(b), w latach 1938–1940 II sekretarz Komunistycznej Partii (bolszewików) Armenii, w lipcu 1938 krótko przewodniczący Prezydium Rady Najwyższej Armeńskiej SRR, od 12 lipca 1938 do 27 lipca 1943 przewodniczący Rady Najwyższej Armeńskiej SRR. Następnie zastępca dowódcy 95 Dywizji Strzeleckiej ds. tyłów Armii Czerwonej w stopniu podpułkownika. 23 listopada 1940 odznaczony Orderem Czerwonego Sztandaru Pracy „z okazji 20-lecia istnienia Armeńskiej SRR, za osiągnięcia w rozwoju przemysłu i rolnictwa”. Poległ w walce.